# グレッグ・ハルマン
グレゴリー・アンソニー・ハルマン（Gregory Anthony "Greg" Halman , 1987年8月26日 - 2011年11月21日）は、オランダ北ホラント州ハールレム出身のプロ野球選手（外野手）。

## 経歴
2005年、アマチュアFAでシアトル・マリナーズと契約。
2007年から、マイナーリーグで3年連続で20本塁打を放っている長打力が持ち味だが、打撃はまだ粗さが目立っていた。
2009年は開幕前の3月に開催された第2回WBCのオランダ代表に選出されている。シーズンでは、マリナーズ傘下2Aで25本塁打を放つも打率.210、191三振とかなり大味な成績を残している。また、2007年、2008年も140以上の三振を喫している。
2010年9月23日、トロント・ブルージェイズ戦でメジャーデビューを果たした。
2011年11月21日、オランダのロッテルダムで刺殺された。ロッテルダム警察は殺人の容疑で弟のジェイソン・ハルマンを逮捕した。グレッグはシーズンオフの間に故郷のオランダに戻り、ジェイソンと同じアパートの別々の部屋で暮らしていた。事件当夜、グレッグと彼のガールフレンドは、ジェイソンが彼の部屋で静かになるのを待って眠りについたものの、その後外出していたジェイソンが午前4時頃に戻ってきたため、一度起きた。その後に再びグレッグたちが眠ろうとしたところ、ジェイソンが部屋で聴いていた音楽の音量を上げたため、兄弟の間で口論になった。そして、激高したジェイソンがナイフを持ってグレッグの部屋に押し入り、彼を刺したという。
精神鑑定の結果、ジェイソンが事件当時にマリファナの使用が原因（マリファナの使用はオランダでは合法）でうつ病を患っており、心神喪失の状態にあったと認められた。2012年8月30日にアムステルダムの裁判所は法律上の責任能力を問うことが出来ないとしてジェイソンに対し、無罪評決を下した。

## 詳細情報

### 年度別打撃成績
| 年 度    | 球 団    | 試 合 | 打 席 | 打 数 | 得 点 | 安 打 | 二 塁 打 | 三 塁 打 | 本 塁 打 | 塁 打 | 打 点 | 盗 塁 | 盗 塁 死 | 犠 打 | 犠 飛 | 四 球 | 敬 遠 | 死 球 | 三 振 | 併 殺 打 | 打 率 | 出 塁 率 | 長 打 率 | O P S |
| -------- | -------- | ----- | ----- | ----- | ----- | ----- | -------- | -------- | -------- | ----- | ----- | ----- | -------- | ----- | ----- | ----- | ----- | ----- | ----- | -------- | ----- | -------- | -------- | ----- |
| 2010     | SEA      | 9     | 30    | 29    | 1     | 4     | 1        | 0        | 0        | 5     | 3     | 1     | 0        | 0     | 0     | 1     | 0     | 0     | 11    | 0        | .138  | .167     | .172     | .339  |
| 2011     | SEA      | 35    | 91    | 87    | 7     | 20    | 2        | 1        | 2        | 30    | 6     | 5     | 1        | 1     | 0     | 2     | 0     | 1     | 32    | 2        | .230  | .256     | .345     | .600  |
| MLB：2年 | MLB：2年 | 44    | 121   | 116   | 8     | 24    | 3        | 1        | 2        | 35    | 9     | 6     | 1        | 1     | 0     | 3     | 0     | 1     | 43    | 2        | .207  | .233     | .302     | .535  |

### 背番号
- 56 （2010年 - 2011年）

### 代表歴
- 2009 ワールド・ベースボール・クラシック・オランダ代表